# Clev
Clev ist eine Hofschaft in Halver im Märkischen Kreis im Regierungsbezirk Arnsberg in Nordrhein-Westfalen (Deutschland).

## Lage und Beschreibung
Clev liegt auf 321 Meter über Normalnull nordöstlich des Halveraner Hauptortes im Tal des Schlechtenbachs. Der Ort ist über eine Zufahrt erreichbar, die bei Carthausen im Hälvertal von der Landesstraße L868 abzweigt und auch Ober- und Mittelcarthausen, Solberg und Schlechtenbach anbindet. Weitere Nachbarorte sind Niederlangenscheid, Bruch und Oeckinghausen. Nordöstlich erhebt sich mit 370,5 Meter über Normalnull eine Anhöhe.

## Geschichte
Clev wurde erstmals 1449 urkundlich erwähnt, die Entstehungszeit der Siedlung wird aber für den Zeitraum zwischen 1050 und 1200 infolge der Rodungsphase nach der hochmittelalterlichen Territorialbildung vermutet. Clev war ein Abspliss der Hofschaft Obercarthausen.
1818 lebten 13 Einwohner im Ort. Laut der Ortschafts- und Entfernungs-Tabelle des Regierungs-Bezirks Arnsberg wurde Clev als Ackergut kategorisiert und besaß 1838 eine Einwohnerzahl von 21, allesamt evangelischen Glaubens. Der Ort gehörte zu dieser Zeit der Gloerfelder Bauerschaft innerhalb der Bürgermeisterei Halver an und besaß zwei Wohnhäuser, eine Fabrik bzw. Mühle und ein landwirtschaftliches Gebäude.
Das Gemeindelexikon für die Provinz Westfalen von 1887 gibt eine Zahl von 18 Einwohnern an, die in vier Wohnhäusern lebten. Der Ort wird zu dieser Zeit Klev genannt.